# Euphorbia clavigera
Euphorbia clavigera ist eine Pflanzenart aus der Gattung Wolfsmilch (Euphorbia) in der Familie der Wolfsmilchgewächse (Euphorbiaceae).

## Beschreibung
Die sukkulente Euphorbia clavigera bildet aus einer fleischigen Wurzel mit unterirdischen Verzweigungen mehrere kleine Stämme aus, an denen sich wiederum einige Zweige befinden. Die gesamte Pflanze wirkt klumpig und kompakt. Die dreikantigen Zweige werden bis 15 Zentimeter lang und sind an der Spitze bis 2,5 Zentimeter breit. Die Basis der Zweige ist verschmälert und die Kanten sind mit hervortretenden Warzen besetzt, die in einem Abstand von bis 18 Millimeter zueinander stehen. Die Dornschildchen sind nur wenig verlängert und stehen einzeln. Es werden Dornen bis 1 Zentimeter Länge ausgebildet.
Der Blütenstand besteht aus einzelnen und einfachen Cymen, die an bis zu 2,5 Millimeter langen Stielen stehen. Die Cyathien erreichen 6 Millimeter im Durchmesser. Die länglichen Nektardrüsen sind grünlich gelb gefärbt und stoßen aneinander. Die stumpf gelappte Frucht wird etwa 7,5 Millimeter groß und ist sitzend. Sie enthält den nahezu kugelförmigen Samen.

## Verbreitung und Systematik
Euphorbia clavigera ist in Eswatini, Mosambik und in der südafrikanischen Provinz Mpumalanga verbreitet.
Die Erstbeschreibung der Art erfolgte 1915 durch Nicholas Edward Brown. Ein Synonym zu dieser Art ist Euphorbia persistens R.A.Dyer (1938).